# قرفا
تقع قرية «قرفا» على بعد ستة وعشرين كيلو متراً من مدينة درعا جنوب سوريا ويعود تاريخها إلى العصر الروماني والبيزنطي. تتبع إدارياً لمنطقة إزرع في محافظة درعا. البلدات المجاورة لها هي الشيخ مسكين من الشمال الغربي، إزرع من الشمال الشرقي، مليحة العطش من الشرق، نامر من الجنوب الشرقي، خربة غزالة من الجنوب وأبطع من الجنوب الغربي. في تعداد أجراه المكتب المركزي للإحصاء عام 2004 كان عدد سكانها قد بلغ 4,885 نسمة.وهم في تزايد متسارع  معظم سكانها هم مسلمون سنة.
ومن العائلات فيها 
الغزالي/العساف/السخني/الشباط/القرعلى/الدنيفات/النابلسي /الخطيب 

## التسمية
"أصل التسمية وكلمة "قرفا" أي لحاء الشجر الواحدة قرفه، والجمع قرف، وقديماً اشتقت العرب من اللفظ الاقتراف بمعنى الاكتساب أو الربح، وكلمة "قرفا" في اللغة العربية لها أكثر من معنى وتعني "شمة العطر"، وفي اللاتينية تعني المقبرة القديمة الأثرية وقرفة "قرفه" اتهمه، وقرفا بالألف تعني القرفة.

## الموقع
تقع قرية «قرفا» على مسافة 26 كم شمال مركز محافظة «مدينة درعا»، وتربض على منطقة تحيط بها سهول ممتدة في الغرب والجنوب، وعلى ارتفاع 1200م عن سطح البحر، حدودها من الشمال الشرقي قرية «ازرع»، ومن الجنوب الغربي قرية «إبطع»، ومن الزاوية الشرقية الجنوبية قرية «نامر»، ومن الغرب بلدة «الشيخ مسكين»».
تمتلك القرية العديد من الأوابد الأثرية والقرية تاريخها غارق في القدم إذ يعود إلى الفترة الرومانية، وهي كمثيلاتها من قرى حوران تعاقبت عليها حضــارات وعهود مختلفة، وفي جنباتها العديد من الشواهد والأوابد والأبراج والمباني القديمة التي تومئ إلى ذلك التاريخ العريق الذي يفصح عن الحضارات التي تعاقبت على المنطقة العربية، ومازالت المباني والبيوت القديمة ذات القناطر المستديرة والمكونة من الحجارة السوداء البازلتية تدل على الفن المعماري لدى سـكانها الأقدمين، فهناك العديد من اللقى الأثرية المهمة التي وجدت في القرية».
وعن حجم الثروة الحيوانية
«الأهالي في القرية نشيطون يستمتعون بالعمل الزراعي ورعاية الماشية وتجدهم متابعون لعملهم، لذلك تملكالقرية العديد من الأسر التي تربي الماشية، وهناك اعتماد واضح على الثروة الحيوانية، ومع توافر الخدمات الطبية للمواشي من خلال الوحدة الإرشادية، ووصول الأعلاف من مراكز خاصة للتوزيع على مربي الماشية، استطاع الأهالي المحافظة على هذه المواشي لتكون منتجاتها المشكل الغذائي الأهم للأهالي، حيث نجد كميات كبيرة من الأغنام والأبقار التي تدر الحليب، عدا تربية البعض لخلايا النحل لإنتاج العسل».